# Ipomoea simulans
Ipomoea simulans là một loài thực vật có hoa trong họ Bìm bìm. Loài này được D. Hanb. mô tả khoa học đầu tiên năm 1871.